# Hornblenda
El término hornblenda es el nombre con el que tradicionalmente se ha llamado a los minerales del «grupo de los anfíboles» que tienen color entre negro y verde-oscuro. Sinónimos muy poco usados son orniblenda, acromaíta, rimpylita o speziaíta. El nombre deriva del alemán horn ('cuerno') y blenden ('relucir'), en referencia al hábito de estos minerales.

## Características químicas
Agrupa este nombre a minerales aluminosilicatos que técnicamente forman series de solución sólida, con minerales entre un extremo de ferrohornblenda (Ca2[(Fe2+)4Al](Si7Al)O22(OH)2) y otro extremo de magnesiohornblenda (Ca2[Mg4(Al,Fe3+)](Si7Al)O22(OH)2), en la que la sustitución gradual del hierro por magnesio va dando los distintos minerales de la serie.
Además, también forma una serie de solución sólida con la actinolita (Ca2(Mg,Fe)5Si8O22(OH)2), de estructura cristalina muy parecida.

## Estructura
En su red cristalina, los iones de hierro, magnesio y aluminio pueden sustituirse mutuamente sin problema y, por lo tanto, es difícil distinguir o incluso separar los diferentes minerales que se denominan magnesiohornblenda, ferrohornblenda y aluminohornblenda, según el elemento predominante. Según regla general, sólo se puede indicar que los minerales con mayor contenido en hierro tienen colores más oscuros.

## Características
Es de color oscuro a verde oscuro, los cristales suelen ser opacos, aunque ejemplares pequeños o de excepcional pureza pueden ser transparentes. Su hábito cristalino va desde pequeños prismas cortos hasta agujas; el corte por los cristales puede ser hexagonal, aunque raras veces son simétricos; también se suele encontrar en forma masiva. Se rompe de forma imperfecta en dos direcciones a 56° y a 124°; la fractura es irregular. Deja raya parda o grisácea en la tabla de porcelana.

## Yacimientos y formación
La hornblenda es petrogénica, es decir, forma parte de la composición de muchas rocas, tales como los granitos, los gneises, etc. Aunque la hornblenda esté tan ampliamente distribuida, no se encuentra frecuentemente en las colecciones, ya que no suele formar cristales vistosos. Minerales a los que normalmente va asociados: cuarzo, feldespato, augita, magnetita, mica minerales metamórficas.
Los yacimientos más importantes son: Bancroft (Ontario/Canadá); Noruega; Bohemia; Monte Vesubio (Italia); Nueva York.